# Gertrude McCoy
Gertrude McCoy (30 de junho de 1890 – 17 de julho de 1967) foi uma atriz norte-americana da era do cinema mudo. Ela atuou em 131 filmes, entre 1911 e 1926. Ela nasceu em Sugar Valley, Geórgia e morreu em Atlanta, Geórgia.

## Filmografia selecionada

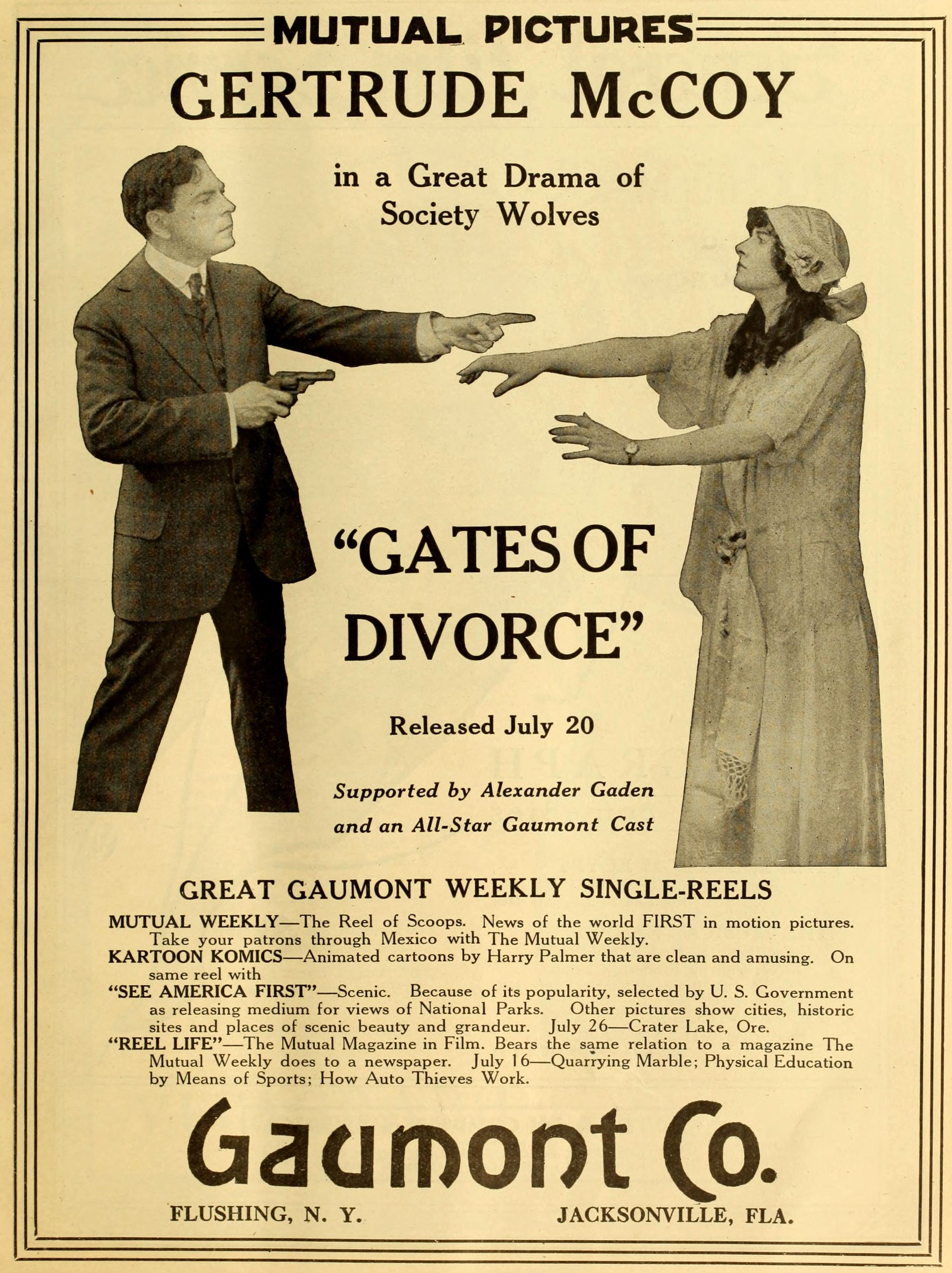
Gates of Divorce (1916)

- The Blue Bird (1918)
- The Danger Mark (1918)
- Angel Esquire (1919)
- The Golden Dawn (1921)
- Tell Your Children (1922)
- Was She Guilty? (1922)[1]
- Always Tell Your Wife (1923)
- The Diamond Man (1924)
- Chappy – That's All (1924)
- Miriam Rozella (1924)
- Nets of Destiny (1924)
- Nelson (1926)[1]
- A Royal Divorce (1926)
- Verborgene Gluten (1928)